# José P. Laurel
José Paciano Laurel (Tanauan, 9 marzo 1891 – Tanauan, 6 novembre 1959) è stato un politico, avvocato e giudice filippino.

## Biografia
Fu primo ministro delle Filippine, poi dal 1943 al 1945 presidente delle Filippine. Nel 1951 divenne senatore.